# 一ノ瀬あおい
一ノ瀬 あおい（いちのせ あおい、2003年〈平成15年〉9月3日 - ）は、日本の元AV女優。DINOに所属していた。

## 経歴
2024年7月2日に『新人 光属性の次世代AV女優！眩しい笑顔のSEXの逸材 専属 一ノ瀬あおいAV Debut！！』MOODYZよりAVデビュー。
2025年6月8日、契約満了での現役引退を発表。
AV男優の鮫島健介は「人気絶頂のまま、たった1年で引退してしまったのは本当に残念ですが、新天地での活躍を心から願っています」と引退に際してコメントを残している。

## 人物
- デビュー前はパチンコ店でバイトをしていた[4]。
- 高校は女子高だった[4]。
- 初体験は高校3年生の冬で相手は地元の2つ年上の大学生で、女友達の紹介だった。経験人数は3人[4]。
- 母子家庭で兄弟は下に年の離れた弟が2人がいる[4]。
- AVデビューのきっかけは少しでも母親に楽をさせてやりたい為だった[4]。
- 好きな体位はバック[4]。
- 変わった体験は水族館でデートをしていたんですけど、クラゲを見ていたら、彼氏がムラムラして水族館近くの公衆便所でエッチをした。また彼氏の実家でエッチをしたときに両親が帰ってきて、声を押し殺しながらプレーをしていたり、カーセックスも体験した[5]。
- 性癖はM[5]。

## 作品

### アダルトビデオ
- 新人 光属性の次世代AV女優！眩しい笑顔のSEXの逸材 専属 一ノ瀬あおいAV Debut！！（7月2日、MOODYZ）
- ビックンビックン子宮痙攣が止まらない 初イキッ4本番！専属第二弾光属性の次世代AV女優！！（8月6日、MOODYZ）
- 激イキ291回！膣痙攣3493回！本気汁11854cc！ 禁欲焦らしオーガズム大覚醒スペシャル！！～27日間溜め込んだ性欲が爆発した一日～（9月3日、MOODYZ）
- 10発の精子をフェラチオしてお口とお顔で受け止めてあげる（11月5日、MOODYZ）
- 「もっとチュ～して」 真面目でウブな彼女がベロキス発情トロトロ豹変 唾液まみれで舌を絡ませベトベト接吻SEXに溺れ狂った週末…（12月3日、MOODYZ）

- 停電ドアロック監禁 深夜のコンビニで発情セクハラ店長の暴走レ×プ デカチン緩急ピストン半狂乱アクメ（1月7日、MOODYZ）
- 最低なヤツのクンニが最高だなんて… 大嫌いなクチャラー教頭に騙されクンニ中毒にされた新任女教師 二枚舌上司NTR （2月4日、MOODYZ）
- 胸糞NTR 初めて出来た大切な彼女が近所で有名なセクハラ資産家オヤジの性奉仕メイドとして雇われてしまいました…（3月4日、MOODYZ）
- ふさふさマン毛とおマ○コ見せつけ恥ずかしコスでねっと～り癒しのおもてなし。ご奉仕風俗タワー（4月1日、MOODYZ）
- 電車で通勤中のキラキラ新卒OLを狙う痴漢集団 身動きを奪い闇堕ちレ×プ精子ぶっかけサイレント輪姦（5月6日、MOODYZ）
- 「媚薬使っていきなり白目剥いちゃうかもしれないの、恥ずかしいからさ…」 私と媚薬エッチしない？ 東京で彼氏ができたという幼馴染が田舎に帰省中にボクを実験台に媚薬SEXを試してきました… （6月3日、MOODYZ）
- ソープ部を新たにつくった生徒会長あおいちゃんがエッチな衣装で大奮闘！発射無制限サービス（7月1日、MOODYZ）[3]

### アダルトVR
- モーニングコーヒー飲もうよ、2人で どっきどき同棲初日のラブラブ2SEX 一ノ瀬あおい初8KVR （10月24日、MOODYZ）

## 外部サイト
- 一ノ瀬あおい (@a01_93_) - X（旧Twitter）（2024年7月14日 - ）
- 一ノ瀬あおい (@aoi_love82) - Instagram（2024年7月14日 - ）